# Lekë Dukagjini
Lekë Dukagjini foi um príncipe albanês. Reinou entre 1446 e 1481. Foi antecedido no trono por Jorge Castrioto e foi sucedido no governo pelo que foi o Primeiro Ministro da Albânia, Ismail Qemali.